# Rhabdornis
Rhabdornis is een geslacht van zangvogels uit de familie  spreeuwen (Sturnidae).

## Soorten
Het geslacht kent de volgende soorten:
- Rhabdornis grandis  –  Grote kruiper
- Rhabdornis inornatus  –  Bruinkopkruiper
- Rhabdornis mystacalis  – Streepkopkruiper
- Rhabdornis rabori  –  Visayakruiper